# Låt mig bli en trumpet
Låt mig bli en trumpet är en dikt skriven av Artur Lundkvist. Dikten hör till hans debutdiktsamling Glöd, som gavs ut av Bonniers Förlag 1928. Dessa dikter innehåller starka uttryck, med till exempel formuleringar som: "Låt mig bli en trumpet som livet blåser smattrande fanfarer på."

## Bakgrund
Innan debuten av Glöd var inte Artur Lundkvist känd, utan detta var det som han under hela sitt liv hade strävat efter att nå. Han försörjde sig redan som 17-åring på att skriva noveller och bygdehistorier och hade svåra tider under sina ett och ett halvt år i Stockholm. Han levde i billiga hyresrum och det var nästan att han inte fick ihop till hyran. Lösningen hade varit att han skulle sälja sin värdefulla skrivmaskin eller leva som bostadslös. Mättnad var inget han prioriterade utan bostaden och skrivmaskinen kom i första hand. Diktsamlingen gav honom mer än att en dröm uppfylldes. Det gav honom att han äntligen kunde se sig själv som författare. Han levde också hädanefter i ett välordnat kamratäktenskap och kunde äta sig mätt varje dag.
Hans karriär efter utgåvan av diktsamlingen växte och han blev verksam inom många litterära genrer. Förutom reseskildringar och poesi skrev han också historiska noveller och romaner. Sammanlagt skrev han över 80 böcker. Idag finns hans verk översatta till ett trettiotal språk.

## Författarens sätt att skriva
Det Lundkvist ville förmedla med diktsamlingen Glöd var att sprida modernismen till Sverige. Modernismen kan beskrivas som ett experiment av människors upplevelser på en grundläggande nivå. Andra utmärkande drag är också graden av självmedvetenheten som kännetecknar olikheter från samhällets normer. Hans dikter skrevs i början på ett livsbejakande sätt, men på 1930-talet började hans dikter att se annorlunda ut. Dikterna fick mer mörka drag och blev mer dystra. Detta var på grund av surrealismens påverkan, som Lundkvist skrivande började rikta in sig på. Diktsamlingar som släpptes med denna bakgrund var Nattens broar (1936) och Sirensång (1937).

## Handling
Dikten handlar om en persons tankegångar som förklarar att diktjaget vill synas och höras detta genom symbolen trumpet. Den här personen får gå igenom svårigheter för att kunna uppfylla sin dröm. Personen ger inte upp, utan kämpar för sin sak.

## Form
Texten i dikten är byggd på långa meningar på mellan 7 och 10 ord på varje rad förutom 4 kortare rader som max består av 4 ord. Dikten är en tankegång om en längtan, som ännu inte har slagit in. De längre raderna beskriver denna långdragna längtan. 
Dikten är präglad av ordknapphet. Detta beror på att det inte finns onödiga ord och formuleringar, utan alla ord har en betydelse i denna dikt.
Det finns upprepningar i dikten som till exempel: "Låt mig". Detta finns också i rubriken och det ger läsaren ett tecken på att rubriken har en innebörd, som skall förklaras i dikten. 
Det förekommer också språkliga upprepningar i dikten. Till exempel:
”Låt mig bli” + ”Låt mig icke”, ”Och må alla bleka” + [...] ”och må alla dansa”. Detta gör det lättare för läsaren att förstå att diktjaget verkligen vill förmedla något.

## Språk och stil
Orden i dikten beskriver en längtan att nå fram med ett budskap. Detta är både positivt och deprimerande, då ingen lyssnar på vad diktjaget vill förmedla samt en längtan att nå fram.  
Stilnivån i texten är ett vardagligt språk eftersom ord som: ”O”, ”Giv” och ”slumrar” används. 
Eftersom denna dikt är ett modernistiskt verk används det regelbundet olika bildspråk. Ett exempel är [...] ”uppspringa som en sammanpressad stålfjäder!”.
En sinnesanalogi i dikten är ”Ett kopparrött vrål”. I detta uttryck är kopparrött ett synintryck och vrål ett hörselintryck som tillsammans bildar en sinnesanalogi. 
Han har också använt sig av liknelser och metaforer. Ett exempel på en liknelse är: [...] ”uppspringa som en sammanpressas stålfjäder!” och ett exempel på en metafor är: [...] ”som livet smattrande fanfarer på”.
I 3:e, 4:e och 5:e meningarna använder han sig av utropstecken för att stärka sina tankegångar:
[…] uppspringa som en sammanpressad stålfjäder!
[…] blåsande toner ur savrikt trä!
[…] (maskiner med blanka stållemmar badande i blå olja!)
Dessa stilmedel tillför att dikten är öppen för tolkning, då många ord och formuleringar kan få olika mening beroende på vem som läser. Samtidigt finns det en baktanke om att diktjaget vill nå fram med sitt budskap och få sin talan hörd.
Den symbol man inte kan lyckas förkasta är trumpet. En trumpet symboliserar ljud, och i denna dikt att en person behöver använda sig av ett starkt instrument för att höras.